# Jacob Plange-Rhule
Jacob Plange-Rhule (* 27. Juli 1957 in Winneba; † 10. April 2020 in Accra) war ein ghanaischer Arzt und Medizinprofessor. Er war Präsident der Ghana Medical Association und Vorsitzender der Ghana Kidney Association und Rektor des Ghana College of Physicians and Surgeons.

## Leben
Plange-Rhule studierte zunächst Medizin an der Kwame Nkrumah University of Science and Technology bis zum Bachelor. Hieran anschließend studierte er in Großbritannien und erwarb 1984 einen Doktor-Titel an der Victorian University of Manchester in Bezug auf die Physiologie der Nieren. Hieran schloss sich die praktische Ausbildung zum Arzt im Bereich Innere Medizin in Ghana an.
Er wurde Arzt am Komfo Anokye Teaching Hospital (KATH) und baute hier die Abteilungen für Nierenerkrankungen und Bluthochdruck auf. Er wurde Leiter der Nephrologie an dem Krankenhaus. Plange-Rhule lehrte außerdem Physiologie zunächst an der School of Medical Sciences in Kumasi. 2011 wurde er als Vize-Rektor an das Ghana College of Physicians and Surgeons in Accra berufen. 2015 wurde er zum Rektor.
Jacob Plange-Rhule erlag am 10. April 2020 während der COVID-19-Pandemie in Afrika den Folgen einer COVID-19-Erkrankung im Krankenhaus der University of Ghana.